# Arrows FA1
Der Arrows FA1 war der erste Formel-1-Rennwagen des britischen Automobilsportteams Arrows. Er erschien in der Saison 1978 und war ein Plagiat des Shadow DN9. Er erzielte bessere Ergebnisse als das Originalfahrzeug. Nach einigen Rennen untersagte ein britisches Gericht dem Team die weitere Verwendung des FA1, woraufhin er durch den neu konstruierten Arrows A1 ersetzt wurde.

## Hintergrund

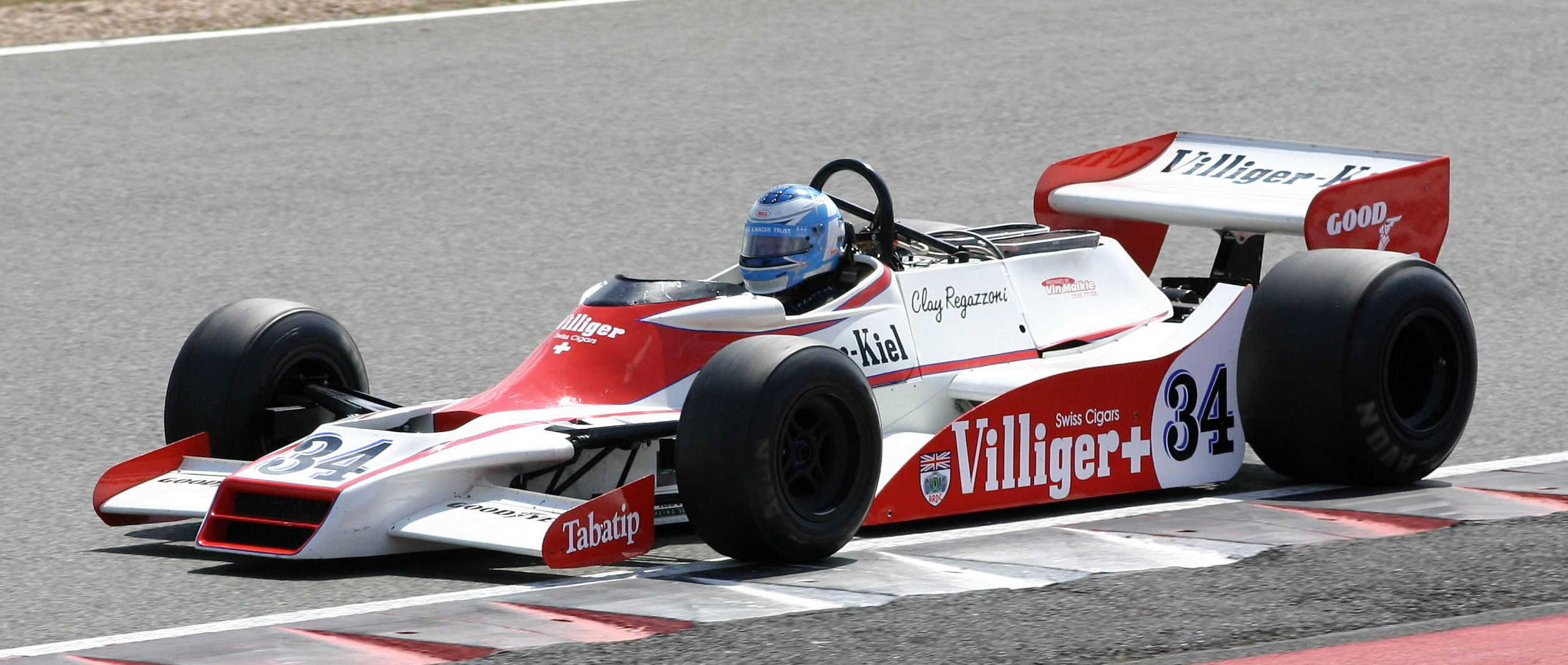
Vorbild des Arrows FA1: Der Shadow DN9

Das Arrows-Team wurde im November 1977 von Franco Ambrosio, Alan Rees, Jackie Oliver, Dave Wass und Tony Southgate gegründet. Die ehemaligen Rennfahrer Rees und Oliver und die Ingenieure Wass und Southgate waren bis 1977 Mitarbeiter des Rennstalls Shadow Racing Cars gewesen. In den letzten Monaten des Jahres 1977 konstruierte Southgate das Einsatzfahrzeug des Shadow-Teams für die Saison 1978, das die Bezeichnung DN9 erhielt. Bevor Shadow die ersten Exemplare des DN9 aufgebaut hatte, verließen Southgate, Wass, Rees und Oliver das Team und gründeten mit finanzieller Unterstützung des neapolitanischen Geschäftsmanns Franco Ambrosio in der mittelenglischen Gemeinde Bletchley einen eigenen Rennstall, der als Arrows Racing Team firmierte. Den ersten Rennwagen des Arrows-Teams, der als Reverenz an Ambrosio die Bezeichnung FA1 erhielt, konstruierte Tony Southgate. Er orientierte sich bei seinen Entwürfen stark an dem Shadow DN9.
Arrows verfolgte das Ziel, bereits 1978 Mitglied der Konstrukteursvereinigung FOCA zu werden. Nach deren Reglement durfte das Team dafür nur ein außereuropäisches Rennen auslassen. Es gelang Arrows, das erste eigene Auto innerhalb von 53 Tagen zu konstruieren und zusammenzubauen. Bereits zum zweiten Rennen des Jahres, dem Großen Preis von Brasilien, der am 29. Januar 1978 stattfand, war der erste Arrows FA1 einsatzbereit, beim folgenden Rennen erschien das zweite Auto. Zu dieser Zeit setzte Shadow noch das letztjährige Modell DN8 ein. Beim Großen Preis der USA (West) in Long Beach brachte Shadow Southgates DN9 an den Start, ging aber nicht ins Rennen. Einen Monat später in Monaco fuhr dann der Shadow DN9 erstmals gegen den Arrows FA1.
Nachdem zunächst der Journalist Alan Henry anlässlich der International Trophy öffentlich angemerkt hatte, dass der Shadow DN9 eigentlich ein Arrows sei („Good God, it’s an Arrows!“), erhob Shadow Plagiatsvorwürfe gegen das Arrows-Team. Arrows bot zunächst außergerichtlich eine Entschädigung in Höhe von 75.000 £ an, die Don Nichols, der Inhaber des Shadow-Teams, allerdings nicht akzeptierte. Shadow verklagte Arrows daraufhin im Frühjahr 1978 vor dem High Court in London. Das Gericht befand am 31. Juli 1978, dass der Arrows FA1 zu 40 Prozent mit dem Shadow DN9 identisch sei. Es sah darin eine vorsätzliche Urheberrechtsverletzung. Für Arrows sei es unmöglich gewesen, in der Kürze der zur Verfügung stehenden Zeit ein vollständig eigenes Auto zu konstruieren. Das Gericht untersagte daraufhin die weitere Verwendung des FA1 und verurteilte Arrows zu einer Geldstrafe, die sich nach einer Quelle auf 15.000 £, nach der rückblickenden Aussage Southgates hingegen auf lediglich 1.000 £ belief. Die Prozesskosten, die Arrows zu tragen hatte, summierten sich dagegen auf 250.000 £. In der Woche nach der Gerichtsentscheidung debütierte der Arrows A1, den Southgate in der Zwischenzeit, dem erwarteten Ausschluss des FA1 vorgreifend, konstruiert hatte und der bereits seit Mitte Juli 1978 einsatzbereit war.
Als weitere Folge des Urteils musste Arrows die vier zwischenzeitlich gebauten FA1 demontieren. Die Einzelteile wurden dem Shadows-Inhaber Don Nichols übergeben. Eines der Arrows-Monocoques war die Grundlage für einen zu Beginn des Jahres 1979 neu aufgebauten DN9. Jahre später baute ein Sammler aus zahlreichen Einzelteilen einen neuen FA1 auf.
Arrows fuhr mit dem FA1 in zehn Rennen acht Weltmeisterschaftspunkte ein. Mit dem Nachfolger A1 wurden bis zum Saisonende drei weitere Punkte erzielt, sodass das Team am Jahrsende insgesamt elf Punkte verzeichnete. Shadow erzielte in dieser Saison mit dem DN9 in zwölf Rennen insgesamt vier Punkte.

## Konstruktion
Der Arrows FA1 hatte ein offenes Monocoque aus Aluminiumblechen. Besonderes Merkmal war eine sehr lange, niedrige Fahrzeugnase mit einem Kühllufteinlass in der Spitze. Der Unterboden war, dem Trend der Zeit folgend, profiliert und erzeugte einen Bodeneffekt. Allerdings war die Effizienz begrenzt. Die Hinterradaufhängung war so angebracht, dass sie das Entstehen einer Saugwirkung behinderte. Die vordere und hintere Spurweite war mit der des Shadow DN9 gleich, der Radstand war 20 mm kürzer. Als Antrieb diente ein 3,0 Liter großer Achtzylindermotor von Cosworth (Typ DFV). Das Getriebe kam von Hewland.

## Die einzelnen Chassis
Arrows baute in den ersten Monaten des Jahres insgesamt vier Chassis. Jedes von ihnen kam mehrfach zum Renneinsatz:
| Grand Prix                           | FA1/1            | FA1/2            | FA1/3            | FA1/4            |
| ------------------------------------ | ---------------- | ---------------- | ---------------- | ---------------- |
| Großer Preis von Brasilien 1978      | Riccardo Patrese |                  |                  |                  |
| Großer Preis von Südafrika 1978      | Riccardo Patrese | Rolf Stommelen   |                  |                  |
| Großer Preis der USA West 1978       | Rolf Stommelen   | Riccardo Patrese |                  |                  |
| Großer Preis von Monaco 1978         | Rolf Stommelen   | Riccardo Patrese |                  |                  |
| Großer Preis von Belgien 1978        |                  | Rolf Stommelen   | Riccardo Patrese |                  |
| Großer Preis von Spanien 1978        |                  |                  | Rolf Stommelen   | Riccardo Patrese |
| Großer Preis von Schweden 1978       |                  |                  | Rolf Stommelen   | Riccardo Patrese |
| Großer Preis von Frankreich 1978     |                  |                  | Rolf Stommelen   | Riccardo Patrese |
| Großer Preis von Großbritannien 1978 |                  |                  | Rolf Stommelen   | Riccardo Patrese |
| Großer Preis von Deutschland 1978    |                  |                  | Rolf Stommelen   | Riccardo Patrese |

## Lackierung
Bei seinem Debüt war der Arrows FA1 weiß lackiert. Mit Ausnahme der brasilianischen Fluggesellschaft VARIG gab es keine größeren Sponsoren. Ab dem Rennen in Südafrika erschien der Wagen in goldfarbener Lackierung und hatte schwarze Akzente. Hauptsponsor war nun die deutsche Bierbrauerei Warsteiner.

## Die Fahrer
Anders als viele andere neu gegründete Teams, die in ihrem ersten Jahr nur einen Fahrer an den Start brachten, trat Arrows nahezu von Beginn an mit zwei Rennfahrern an. Erster Stammfahrer war Riccardo Patrese, der 1977 ebenso wie Oliver, Rees, Southgate und Wass bei Shadow unter Vertrag gestanden hatte. Patrese hatte im Herbst 1977 die Verbindung zwischen Jackie Oliver und dem Finanzier Franco Ambrosio hergestellt, die die Gründung des Arrows-Teams erst möglich machte. Neben ihm sollte ursprünglich der schwedische Rennfahrer Gunnar Nilsson für Arrows fahren, den Southgate aus der gemeinsamen Zeit bei Lotus (1976 und 1977) kannte. Ein entsprechender Vorvertrag wurde im Dezember 1977 geschlossen. Wegen einer Krebserkrankung zog sich Nilsson allerdings kurz darauf vom Rennsport zurück. An seiner Stelle wurde Rolf Stommelen verpflichtet, der dem Team finanzielle Unterstützung des Sponsors Warsteiner sicherte. Patrese debütierte beim zweiten Rennen des Jahres in Brasilien, Stommelen kam beim folgenden Weltmeisterschaftslauf in Südafrika dazu. Beide Fahrer blieben bis zum Saisonende bei Arrows.

## Renneinsätze
Bei seinem Debüt unter Riccardo Patrese in Jacarepaguá belegte der Arrows FA1 den 18. Startplatz. Patreses schnellste Rundenzeit im Qualifying lag 2,7 Sekunden über der Zeit des Polesitters Ronnie Peterson (Lotus) und 1,1 Sekunden über der Zeit von Hans-Joachim Stuck im besten Shadow DN8. Im Rennen kam Patrese mit vier Runden Rückstand auf den Sieger Carlos Reutemann (Ferrari) als Zehnter und Vorletzter ins Ziel. Clay Regazzoni wurde im zweiten Shadow als Fünfter gewertet. Beim nächsten Rennen in Südafrika qualifizierte sich Patrese für den siebten Startplatz. Im Rennen übernahm er nach einer Reihe von Überholmanövern in der 27. Runde die Führung, die er bis zu 64. Runde behielt. Dann fiel er wegen eines Motordefekts aus. Patreses neuer Teamkollege Stommelen ging von Platz 21 aus ins Rennen und kam als Neunter ins Ziel. Beim dritten Rennen des Teams in Long Beach wurde Patrese Sechster und erzielte damit den ersten Weltmeisterschaftspunkt für Arrows. Das erste direkte Zusammentreffen des Arrows FA1 und des baugleichen Shadow DN9 in Monte Carlo gewann Arrows. Patrese startete von Platz 14, Stommelen von Platz 19. Clay Regazzoni verpasste mit seinem neuen Shadow DN9 die Qualifikation, während Stuck als 17. ins Rennen ging. Stuck fiel ebenso wie Stommelen früh aus, während Patrese als Sechster erneut punktete. In Belgien und Spanien fiel Patrese jeweils aus, während Stommelen außerhalb der Punkteränge ins Ziel kam. Beim folgenden Großen Preis von Schweden erzielte der Arrows FA1 sein bestes Ergebnis: Von Platz fünf startend, kam Patrese mit dem Auto letztlich als Zweiter ins Ziel. Regazzoni wurde im Shadow DN9 Fünfter. Die letzten drei Rennen des FA1 waren die Großen Preise von Frankreich, Großbritannien und Deutschland. Hier konnte der FA1 nicht mehr punkten. Patrese und Stommelen kamen je zweimal ins Ziel, Stommelens Zielankunft in Deutschland wurde allerdings nicht gewertet. Er wurde nach dem Ende des Rennens disqualifiziert, weil er in der Frühphase unerlaubterweise kurz die Strecke verlassen hatte.

## Resultate
| Fahrer                           | Nr. | 1 | 2  | 3   | 4 | 5   | 6   | 7   | 8  | 9  | 10  | 11  | 12 | 13 | 14 | 15 | 16 | Punkte | Rang |
| -------------------------------- | --- | - | -- | --- | - | --- | --- | --- | -- | -- | --- | --- | -- | -- | -- | -- | -- | ------ | ---- |
| Automobil-Weltmeisterschaft 1978 |     |   |    |     |   |     |     |     |    |    |     |     |    |    |    |    |    | 8 (11) | 10   |
| R. Patrese                       | 35  |   |    | DNF | 6 | 6   | DNF | DNF | 2  | 8  | DNF | 9   |    |    |    |    |    | 8 (11) | 10   |
| R. Patrese                       | 36  |   | 10 |     |   |     |     |     |    |    |     |     |    |    |    |    |    | 8 (11) | 10   |
| R. Stommelen                     | 36  |   |    | 9   | 9 | DNF | DNF | 14  | 14 | 15 | DNQ | DSQ |    |    |    |    |    | 8 (11) | 10   |